# Onthophagus roubali
Onthophagus roubali är en skalbaggsart som beskrevs av Vladimir Balthasar 1935. Onthophagus roubali ingår i släktet Onthophagus och familjen bladhorningar. Inga underarter finns listade i Catalogue of Life.